# Mulualem Girma Teshale
Mulualem Girma Teshale (n. Ambo, 9 de diciembre de 1987) es un nadador de estilo libre etíope.

## Biografía
Debutó en el Campeonato Mundial de Natación de 2011, quedando en posición 99 en los 50 m libre con un tiempo de 28.81.
Hizo su primera aparición olímpica en los Juegos Olímpicos de Londres 2012, nadando en la prueba de 50 m libre. Nadó en la segunda serie, y quedó séptimo de la misma con un tiempo de 28.99, insuficiente para pasar a las semifinales al quedar en la posición 57 en el sumario total.

## Marcas personales
| Estilo     | Tiempo | Competición                |
| 50 m libre | 28.81  | Campeonato Mundial de 2011 |